# Никола Рот
Никола Рот (Корош, 23. јун 1910 — Београд, 24. јул 2007) био је доктор психологије, професор Филозофског факултета у Београду. Узима се за једног од највећих српских научника из ове области.

## Биографија
Никола Рот је рођен у селу Корошу, делу Барање који данас припада Мађарској. Године 1929. завршио је Гимназију у Осијеку, а студије психологије 1933. године на Филозофском факултету у Загребу. Након дипломирања, једно време је радио као професор у Гимназији на Цетињу, а нешто касније у Гимназији у Осијеку, коју је и завршио.
Четрдесетих година, за време Другог светског рата, учествовао је у Народноослободилачком покрету Југославије. Од 1942. обављао је разне војно-политичке дужности, а демобилисан је 1949. године, на сопствени захтев, желећи да настави да се бави науком.
Из његових уџбеника и књига училе су десетине генерација средњошколаца и класе студената. После одласка у пензију 1979. године, проф. Рот је све до смрти остао присутан и утицајан у научном и стручном животу психолога. Двоструки је добитник награде „Борислав Стевановић“ за научни допринос развоју психологије у Србији и Награде за животно дело Друштва психолога Србије.

## Каријера
Факултетски професор Никола Рот је постао 1950. године, и то професор опште психологије на Филозофском факултету Универзитета у Београду. Значајно је допринео унапређењу Групе у Одељење за психологију са савременим програмом. Оснивач је Катедре за социјалну психологију. Први систематски курс из ове области одржао је школске 1960/61. године. У жељи да развије научна истраживања, заједно са професором Б. Стевановићем основао је 1961. Институт за психологију. Од 1969. до 1971. био је декан Филозофског факултета у Београду.
Објавио је десет књига и велики број стручних радова у домаћим и страним часописима и зборницима. Тематски, они спадају у психологију мишљења, психологију личности, педагошку и, најчешће, социјалну психологију. Радови професора Рота представљају незанемарљив допринос теоријском и методолошком разјашњавању појединих питања из области на које се односе. Познатија Ротова дела су Психологија личности (1962), Општа психологија (1966), Основе социјалне психологије (1973), Знакови и значења (1982) и Психологија група (1983).
Почетком седамдесетих година двадесетог века, Филозофски факултет био је под политичким притиском. Наиме, власт СФРЈ желела је да удаљи професоре који „кваре омладину“, односно оне који су подстицали студентске демонстрације 1968. Коловође револуције на крају су избачене са факултета, а одузети су им пасоши. У одбрани Филозофског факултета (иначе проглашеног за „најреакционарнију установу“, факултет са највише револуционарно настројених професора и студената) као интитуције учествовао је и Никола Рот, као тадашњи декан.
Рот је често позиван на друге југословенске универзитете. На пример, био је почасни професор Универзитета у Љубљани између 1960. и 1964. године. Умро је 2007. године у Београду, у деведесет и осмој години живота.